# Новониколаевское городское полицейское управление
Новониколаевское городское полицейское управление (НГПУ) — правоохранительная служба, действовавшая в Новониколаевске в 1903—1917 годах.

## История
В 1903 году после присвоения Новониколаевскому посёлку статуса безуездного города было организовано городское полицейское управление с тремя участками: Центральным, Вокзальным и Закаменским, которыми руководили участковые приставы и их помощники. Каждый участок состоял из двух околотков, их возглавляли околоточные надзиратели, руководившие городскими полицейскими служителями. Из пяти городовых один назначался старшим.
В первое время у городской полиции не было собственного здания, НГПУ вынуждено было арендовывать помещения у местных жителей. Канцелярия судебного пристава Новониколаевска Арсения Ершова находилась в доме Тетерина на Барнаульской улице, новониколаевского городского пристава — в доме Назарова на Тобизеновской. Позднее у полицейского управления всё же появилось своё здание — на Барнаульской улице. Казенная квартира полицмейстера располагалась в этом же месте.
2 октября 1907 года распоряжением томского губернатора создано вневедомственное подразделение ночной охраны, в который вошли вольнонаёмные обыватели.
По нормам того времени на 400—500 человек полагался один городовой, тем не менее, как и во многих городах Российской империи, эти нормы не соблюдались. В 1910—1911 годах в Новониколаевске с населением в 60 000 человек штат НГПУ состоял только из 33 конных и 15 пеших городовых.
Полиция в Российской империи наделялась не только функцией органов правопорядка — она рассматривалась ещё и как низовое звено местного административного аппарата, в её обязанности входили в том числе проблемы хозяйственной жизни, наблюдение за благоустройством улиц, контроль за санитарными нормами. В 1915—1917 годах в Новониколаевске работала комиссия по реквизиции масла и мяса для действующей армии во главе с полицмейстером Г. П. Бухартовским. Также в составе НГПУ была пожарная команда.
Для поддержания правопорядка назначались суточные наряды под руководством одного из приставов в здании полицейского управления, на территории города действовали круглосуточные обходы и объезды конными городовыми, а в места «скопления» жителей города (театры, парки и рынки) выделялись стационарные наряды.
В конце 1916 — начале 1917 годов создано сыскное отделение (уголовный розыск).
После Февральской революции 1917 года НГПУ было ликвидировано, а функции правоохранительных органов перешли к городской милиции, которая подчинялась Городской думе Новониколаевска.